# Schollach (Fluss)
Die Schollach ist ein fast 8 km langer Bach im südöstlichen Schwarzwald auf der Gemarkung des Ortsteils Schollach der Gemeinde Eisenbach (Hochschwarzwald) im Landkreis Breisgau-Hochschwarzwald, der beim Zinken Unterschollach von links und Nordwesten in den Eisenbach mündet.

## Name
Der Name erscheint erstmals als Ortsname im Jahr 1280 als Scholach. Die Endung -ach bezeichnet ein Fließgewässer. Das Bestimmungswort leitet sich vom mittelhochdeutschen Wort schal für „trocken“ ab.

## Geographie

### Verlauf
Die Schollach entsteht zwischen den Schwarzwaldhöhen Bossenbühl (1127,9 m ü. NN) im Norden und Hochberg (1115,7 m ü. NN) im Südosten auf rund 1100 m ü. NHN beim Wohnplatz Hochberg der Gemeinde Eisenbach (Hochschwarzwald) des Landkreises Breisgau-Hochschwarzwald. Sie verläuft insgesamt auf der Gemarkung des Ortsteils Schollach.
Von hier fließt sie zunächst östlich durch den Zinken Hinterschollach auf Mittelschollach zu, wo sie von links ihren linken Quellast Süßenbach aufnimmt. Beim Weiler Mittelschollach, den sie danach auf nordnordöstlichem Lauf erreicht, läuft ihr wiederum von links ihr längster und einzugsgebietsreichster Nebenfluss Engenbach zu. Auf dem anschließenden Ostlauf verengt sich das hier besonders weite Tal wieder, es biegt dann nach Ostsüdosten und die Schollach mündet schließlich nach 7,8 km Laufs beim letzten Wohnplatz Steingemmen der Schollacher Gemarkung in den hier aus Südosten nahenden Eisenbach, der danach östlich abknickt.

### Einzugsgebiet
Das Einzugsgebiet der Schollach umfasst 15,1 km². Es ist ein streubesiedeltes Talsystem, neben dem sich über Wiesengründen bewaldete Berge immer wieder bis ungefähr 1100 m ü. NHN erheben. Die nördliche und nordöstliche Wasserscheide grenzt an das Einzugsgebiet der Urach, die weiter talab dem Eisenbach zuläuft, die südöstliche bis südliche trennt von dem des oberen Eisenbachs selbst; auf diesem Abschnitt läuft die Scheide südlich von Hinterschollach über den Steinbühl, mit 1141 m ü. NHN ist er der höchste Berg im Einzugsgebiet. Jenseits des restlichen Bogens von Süden bis Nordwesten konkurriert die Langenordnach, die über die Gutach  und die Wutach letztlich zum Hochrhein entwässert, weshalb dieser Abschnitt Teil der Europäischen Hauptwasserscheide zwischen Donau und Rhein ist.      

### Verkehr
Das kleine Talsystem der Schollach wird von der K 4903 erschlossen, die an der Schollachmündung von der L 172 abzweigt und dann meist recht nah am Gewässer bis etwas aufwärts von Hinterschollach läuft. Dort verlässt sie das Tal, folgt länger südsüdöstlich dem Hang des Steinbühls zum Langenordnach-Tal und erreicht so wieder die übers Eisenbachtal angestiegene Landesstraße an deren Pass hinüber nach Titisee-Neustadt.    

### Zuflüsse
Hierarchische Liste der Zuflüsse. Längen, Einzugsgebiete und Höhen nach den Online-Karten der Landesanstalt für Umwelt, Messungen und Naturschutz Baden-Württemberg (LUBW).
Quelle der Schollach am Ostabhang des kleinen Sattels zwischen den Schwarzwaldhöhen Bossenbühl (1127,9 m ü. NN) im Norden und Hochberg (1115,7 m ü. NN) im Südosten auf rund 1100 m ü. NHN beim Wohnplatz Hochberg im Ortsteil Schollach der Gemeinde Eisenbach (Hochschwarzwald) des Landkreises Breisgau-Hochschwarzwald. Das Gewässer fließt zunächst östlich.
- Süßenbach, von links auf etwa 965 m ü. NHN beim Jokenhof des Zinkens Hinterschollach, 2,8 km und 1,3 km². Entsteht auf etwa 1115 m ü. NHN weit oben am Osthang des Bossenbühls. Ist etwa genauso lang wie die Schollach bis hierher.
- Engenbach, von links auf knapp 930 m ü. NHN beim Schollacher Weiler Mittelschollach, 2,8 km und 4,1 km². Entsteht auf etwa 1040 m ü. NHN beim Hof Oberengenbach.
  - Rengentalbach, von links auf 952 m ü. NN[2] beim Öhlershof, 1,1 km. Entsteht auf etwa 1005 m ü. NHN beim Rengeterhof.
  - Sommerbergbach, von links auf etwa 935 m ü. NHN beim Kaspilishof von Mittelschollach, 1,0 km. Entsteht auf über 955 m ü. NHN am Hang des Sommerbergs.
- Treibenmattenbach, von links auf über 1020 m ü. NHN zwischen Wendels- und Gfellhof, 1,8 km und 1,6 km². Entsteht auf unter 1040 m ü. NHN über der Lichtung  beim ehemaligen Treibenhof.

Mündung der Schollach auf 895,4 m ü. NN bei Steingremmen an der Markungsgrenze zum Ortsteil Bubenbach von Eisental  (Hochschwarzwald) von links und Nordwesten in den Eisenbach. Die Schollach ist hier 7,8 km lang und hat ein  15,1 km² großes Einzugsgebiet, während der Eisenbach selbst bis zur Schollach erst 5,2 km lang ist und ein Teileinzugsgebiet von erst 8,7 km² akkumuliert hat.

## Natur und Umwelt
- Das Naturschutzgebiet Schollacher Moor ist ein 3,1 ha großes Hochmoor zwischen Hinter- und Mittelschollach im Mündungsdreieck des Süßenbachs.